# Borgo San Siro
Borgo San Siro (Bùrgh San Sir in dialetto lomellino) è un comune italiano di 948 abitanti della provincia di Pavia in Lombardia. Si trova nella Lomellina orientale, non lontano dal ciglio del terrazzo che delimita la valle alluvionale del Ticino.

## Storia
Fin dal X secolo il territorio, come quello della vicina Garlasco, appartenne al monastero di San Salvatore di Pavia. Nel 1250 è citato come Burgum S.Syri nell'elenco delle terre soggette al dominio pavese. Nel secolo successivo, condividendo le sorti della vicina Tromello, è assoggettato alla signoria dei Beccaria, che si conclude nel 1475, con la morte senza eredi di Agostino Beccaria. Egli aveva destinato la signoria di Borgo San Siro all'Ospedale Maggiore di San Matteo di Pavia, da poco fondato; e il feudo rimase tra i beni dell'Ospedale fino all'abolizione del feudalesimo.
Il comune, seguendo le sorti della Lomellina, passò ai Savoia nel 1713, e rimase fino al 1743 un luogo di confine, poiché l'adiacente Vigevanasco per il momento restava nello Stato di Milano. 
Nel XVIII secolo fu unito a Borgo San Siro il comune di Cassina de Magni, e nel 1927 la frazione Torrazza, staccata da Tromello.
Frazioni
- Cassina de Magni o Magnona, situata nella valle del Ticino, fu un comune autonomo fino al XVIII secolo, poi fu unito a Borgo San Siro, di cui aveva condiviso le sorti.
- Torrazza, feudalmente unito a Tromello, apparteneva ai padri domenicani di Vigevano. In epoca napoleonica risulta unito a Borgo San Siro, ma successivamente fu annesso a Tromello, paese cui era storicamente più legato. Nel 1927 divenne definitivamente frazione di Borgo San Siro.

### Simboli
Lo stemma e il gonfalone sono stati concessi con decreto del presidente della Repubblica del 9 maggio 1997.
Nello stemma è raffigurata la chiesa di San Siro come appare in alcuni sigilli apposti sulle delibere e sulle carte della fine del XIX secolo. L'aquila è un omaggio alla famiglia Beccaria, poiché la si trova posta in capo al loro blasone.
Il gonfalone è un drappo di bianco.

## Monumenti e luoghi d'interesse

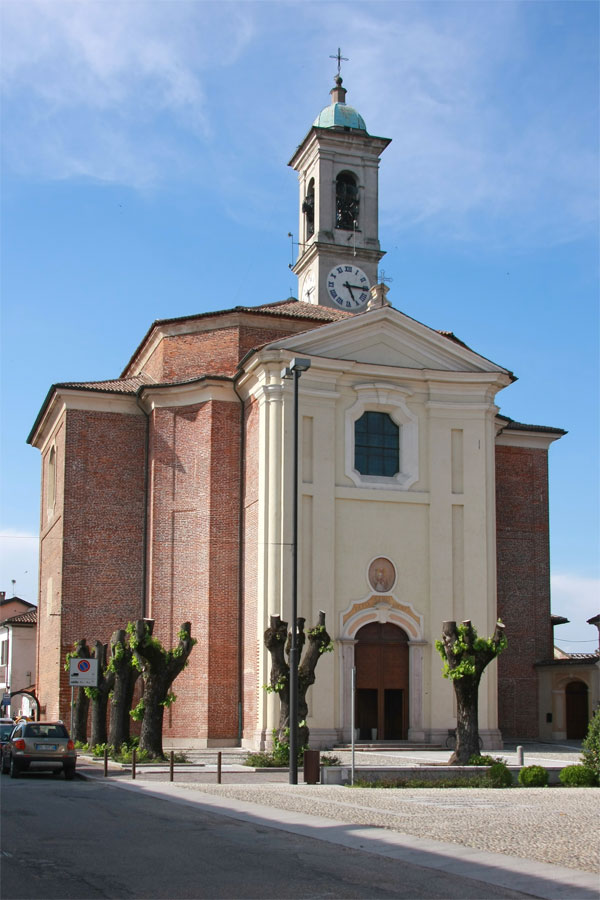
Chiesa parrocchiale

- La chiesa parrocchiale di Borgo San Siro è dedicata a san Siro, patrono e primo vescovo di Pavia. La costruzione avvenne sulle fondazioni di un'antica chiesetta risalente al XIII secolo, iniziata il 13 maggio 1729 terminò il 25 novembre 1732. La chiesa è in stile tardo-barocco, a croce greca con pianta poligonale, realizzata interamente a volte senza colonne di sostegno. Conserva al suo interno la tomba di Agostino Beccaria e della consorte Zaccarina Lonati. Interessanti sono anche il pulpito intarsiato, le balaustre marmoree dell'altare maggiore e le dodici statue degli apostoli situate nelle apposite nicchie. Sui tre altari spiccano le tele di Carlo Antonio Bianchi, pittore pavese del XVIII secolo. Sulla facciata è visibile un affresco che ritrae il santo patrono. La faccia ed il sagrato dell'edificio sono stati da poco sottoposti ad un'importante opera di restauro.[5]
- Palazzo Durazzo, di proprietà dei marchesi omonimi, è l'edificio artistico di maggior pregio della frazione Torrazza, situato nella piazza del piccolo abitato.

## Società

### Evoluzione demografica
Abitanti censiti

## Sport
Squadra di calcio della città è la A.S.D Accademia VigenBorgo. La prima squadra milita nel campionato di Terza Categoria e il proprio settore giovanile copre ogni categoria, scuola calcio, pulcini, esordienti, giovanissimi, allievi.
Una delle uniche società della Lomellina ad avere la squadra femminile assieme all'A.C.D Gambolò Gifra.
La storica squadra della città, la S.S. Borgo San Siro Gifra, nel giugno 2010 si è fusa con l'A.C. Gambolò, dando così origine alla A.C.D. Gambolò Gifra.